# Релятивістська механіка
Релятивістська механіка — розділ фізики, що розглядає закони механіки (закони руху тіл і частинок) при швидкостях, порівнянних зі швидкістю світла. При швидкостях значно менших швидкості світла переходить у класичну (ньютонівську) механіку.